# Ġgantija
Ġgantija este un complex de temple megalitice din epoca neolitică (c. 3600–2500 î.Hr.) situat pe insula mediteraneană Gozo din Malta. Templele Ġgantija sunt cele mai vechi dintre templele megalitice din Malta și sunt mai vechi decât piramidele egiptene. Creatorii lor au ridicat cele două temple Ġgantija în timpul neoliticului, ceea ce face ca aceste temple să aibă mai mult de 5500 de ani și să fie a doua cea mai veche structură religioasă creată de om din lume, după Göbekli Tepe, în Turcia de astăzi. Împreună cu alte structuri similare, acestea au fost desemnate ca un loc din Patrimoniului Mondial UNESCO, ca Templele Megalitice din Malta.
Templele sunt considerate elemente ale unui loc ceremonial pentru un ritual de fertilitate. Cercetătorii au descoperit că numeroasele figurine și statui găsite la fața locului sunt asociate cu acel cult. Potrivit folclorului local, o uriașă care nu mânca decât boabe de fasole și miere a născut un copil cu un om de rând. Cu copilul pe umăr, ea a construit aceste temple și le-a folosit ca lăcașuri de cult.

## Descriere și design

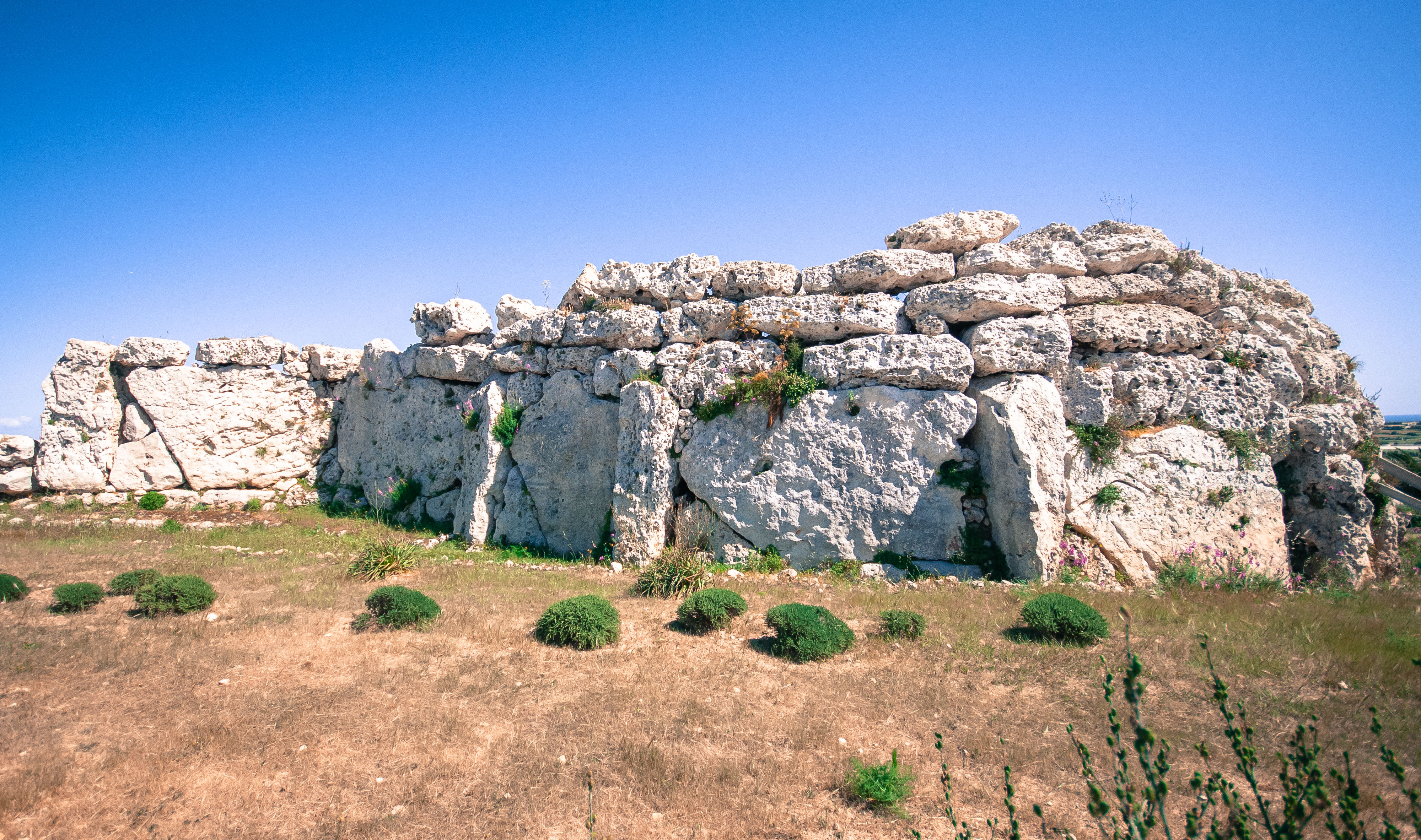
Ġgantija văzut dinspre vest

Templele Ġgantija se află la marginea platoului Xagħra, cu fața spre sud-est. Acest monument megalitic cuprinde două temple și un al treilea incomplet, la care doar fațada a fost construită parțial înainte de a fi abandonată. Templul sudic este cel mai mare și mai vechi, datând din aproximativ 3600 î.Hr. De asemenea, este cel mai bine conservat  Planul templului încorporează cinci abside mari, cu urme de tencuială care acoperea odinioară peretele neregulat încă agățat între blocuri.
Templele sunt construite în formă tipică de frunză de trifoi, cu blocuri interioare care marchează forma. Spațiul dintre pereți a fost apoi umplut cu moloz. O serie de abside semicirculare este conectată cu un pasaj central. Arheologii cred că absidele au fost inițial acoperite cu acoperiș.
Efortul este o performanță remarcabilă dacă se consideră că monumentele au fost construite atunci când roata nu a fost încă introdusă și nici unelte metalice nu erau disponibile în insulele malteze. Au fost descoperite pietre mici, sferice, folosite ca rulmenți cu bile pentru vehiculele care transportau blocurile enorme de piatră folosite la temple.
Templul, ca și alte situri megalitice din Malta, este orientat spre sud-est. Templul sudic are o înălțime de 6 metri (19,69 ft). La intrare se află un bloc mare de piatră cu o adâncitură, ceea ce a dus la ipoteza că era un loc ritualic de abluțiune pentru purificare înainte ca închinătorii să intre în complex. Cele cinci abside conțin diverse altare. Cercetătorii au găsit oase de animale care sugerează că spațiul a fost folosit pentru sacrificii de animale.

## Săpături și recunoaștere

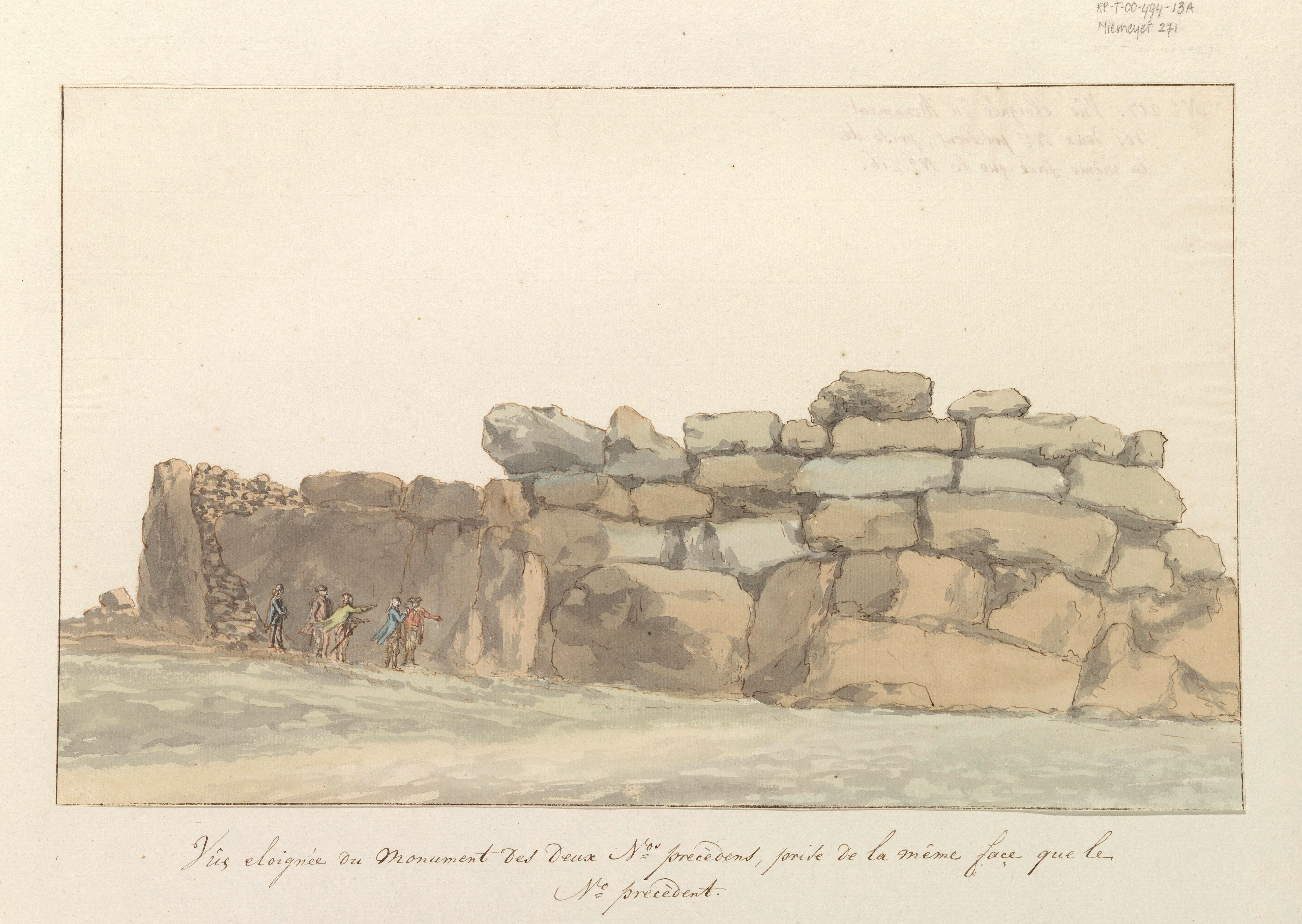
Pictură în acuarelă a ruinelor templului de Abraham-Louis-Rodolphe Ducros, 1778

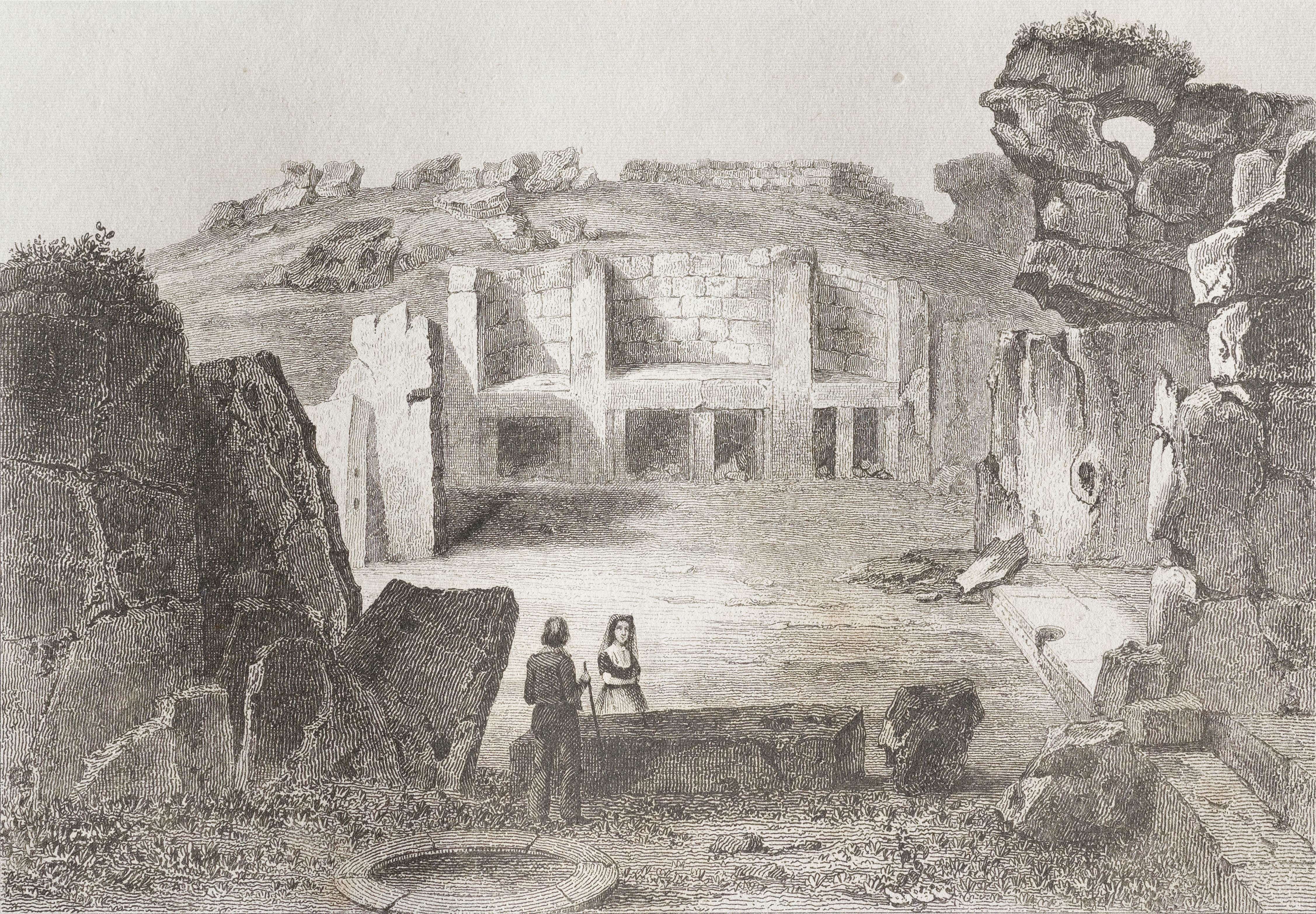
Gravura templului realizată în 1848

Locuitorii și călătorii știau de existența templului de mult timp. La sfârșitul secolului al XVIII-lea, înainte de a fi efectuate săpături, Jean-Pierre Houël⁠(d) a desenat un plan bazat pe aceste cunoștințe, care s-a dovedit a fi foarte precis. În 1827 col. John Otto Bayer, locotenentul guvernatorului din Gozo, a curățat locul de moloz. Solul și rămășițele s-au pierdut fără să fi fost examinate în mod corespunzător. Artistul german Charles Frederick de Brocktorff⁠(d) a pictat o imagine a site-ului cu un an sau doi înainte de îndepărtarea resturilor, așa că a făcut o înregistrare a site-ului înainte de curățare.
După ce săpăturile au fost efectuate în 1827, ruinele au căzut în degradare. Rămășițele au fost incluse pe Lista Antichităților din 1925. Terenul a fost proprietate privată până în 1933, când guvernul l-a expropriat în folosul public. Departamentul Muzee a desfășurat lucrări arheologice extinse în 1933, 1936, 1949, 1956–57 și 1958–59. Scopul său a fost de a curăța, conserva și cerceta ruinele și împrejurimile lor. 
Templele Ġgantija au fost incluse în Patrimoniul Mondial UNESCO în 1980. În 1992, Comitetul a decis să extindă lista pentru a include alte cinci temple megalitice situate de-a lungul insulelor Malta și Gozo. Lista templelor Ġgantija a fost redenumită ca „Templele Megalitice din Malta”
Templul și zonele înconjurătoare au fost restaurate sau reabilitate în anii 2000. Pasarele ușoare au fost instalate în templu în 2011, pentru a proteja podeaua. Un parc de patrimoniu a fost dezvoltat și deschis în 2013.

## Interpretări contemporane
Antropologul Kathryn Rountree a explorat modul în care „templele neolitice ale Maltei”, inclusiv Ġgantija, „au fost interpretate, contestate și însușite de diferite grupuri de interese locale și străine: cei care lucrează în industria turistică, intelectuali și naționaliști maltezi, vânători, arheologi, artiști și participanți la mișcarea globală neo-păgână a Zeiței”.
Se pare că unele tururi ale Zeiței se referă la cele două temple de la Ġgantija „ca Templul Mamei și Fiicei”.